# Lindernia alterniflora
Lindernia alterniflora é uma espécie botânica do gênero Lindernia pertencente à família Linderniaceae.